# Juni 2009
Portal Geschichte | Portal Biografien | Aktuelle Ereignisse | Jahreskalender | Tagesartikel

◄ |
20. Jahrhundert |
21. Jahrhundert

◄ |
1970er |
1980er |
1990er |
2000er
| 2010er | 2020er | 2030er | ►

◄ |
2005 |
2006 |
2007 |
2008 |
2009
| 2010 | 2011 | 2012 | 2013 | ►

◄ |
März 2009 |
April 2009 |
Mai 2009 |
Juni 2009 |
Juli 2009 |
August 2009 |
September 2009 |
►
Dieser Artikel behandelt tagesbezogene Nachrichten und Ereignisse im Juni 2009.

## Tagesgeschehen

### Montag, 1. Juni 2009

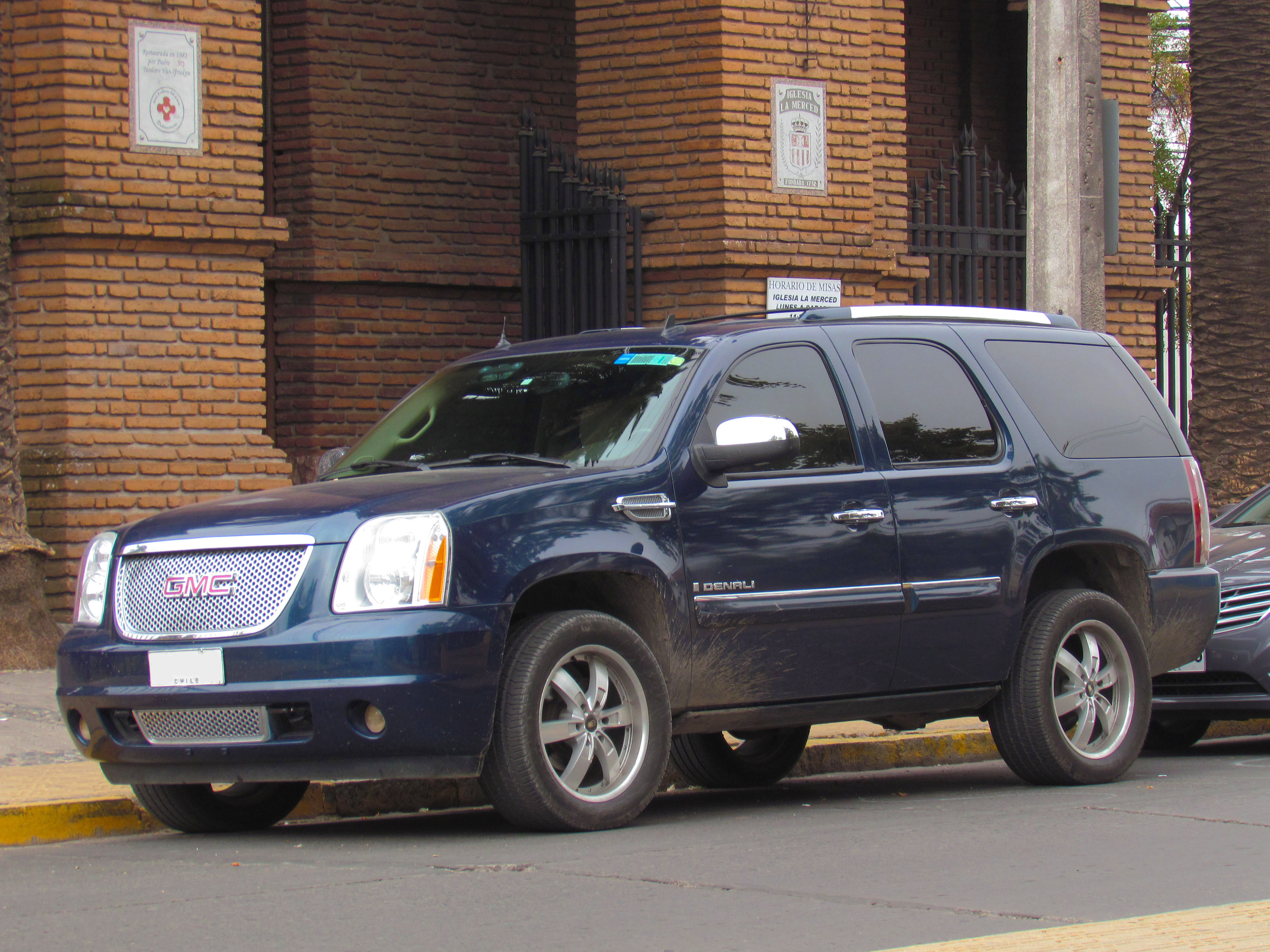
General Motors baut geräumige Pkw – mit hohem Kraftstoffverbrauch

- Atlantik: Der Airbus A330 des Flugs 447 von Rio de Janeiro nach Paris der Fluggesellschaft Air France mit 228 Personen an Bord stürzt in der Nacht vom 31. Mai auf den 1. Juni über dem Atlantik ab.[1]
- New York/Vereinigte Staaten: Ein Insolvenzgericht genehmigt den Antrag auf Insolvenz nach Chapter 11 des Kraftfahrzeugherstellers General Motors Company aus Detroit.[2]
- Redmond/Vereinigte Staaten: Microsoft schaltet die Beta-Version der Suchmaschine Bing frei.[3]
- San Salvador/El Salvador: Mauricio Funes wird als Präsident vereidigt.[4]

### Dienstag, 2. Juni 2009
- Peking/China: Die Staatsführung trennt im Vorfeld des 20-jährigen Jubiläums des Tian’anmen-Massakers die Verbindung zu verschiedenen westlichen Internetangeboten, u. a. sind der Foto-Sharehoster Flickr, der Webmail-Anbieter Hotmail, der Mikrobloggingdienst Twitter und das Webportal Yahoo nicht mehr erreichbar.[5]

### Mittwoch, 3. Juni 2009
- Como/Italien: Der Zoll beschlagnahmt kurz vor der italienisch-schweizerischen Grenze bei Chiasso einen Koffer mit angeblichen Staatsanleihen der Vereinigten Staaten im Nennwert von 134 Milliarden US-Dollar. Zwei angebliche Staatsbürger Japans werden festgenommen und die Überprüfung der beiden sowie der Wertpapiere beginnt.[6]
- Neu-Delhi/Indien: Die 64-jährige Abgeordnete Meira Kumar wird einstimmig zur Vorsitzenden des Bundesparlaments gewählt. Sie ist die erste Frau in dieser Position und überdies eine Dalit (frühere Kaste der Unberührbaren). Man erwartet, dass die Mutter dreier Kinder die lange geplante 33-Prozent-Frauenquote im Parlament durchsetzt. Trotz 59 weiblicher Abgeordneter liegt das Parlament noch weit darunter.[7]
- San Pedro Sula/Honduras: Die 34 OAS-Staaten beschließen, Kuba zum Beitritt einzuladen, das die Einladung jedoch ablehnt.[8]

### Donnerstag, 4. Juni 2009
- Essen/Deutschland: Das deutsche Unternehmen Arcandor beantragt eine Rettungsbeihilfe bei der Europäischen Union und einen Tag später einen Antrag auf Staatshilfen in Höhe von 437 Mio. Euro bei der deutschen Bundesregierung, um die voraussichtliche Insolvenz am 12. Juni 2009 abzuwenden.[9]
- Kairo/Ägypten: US-Präsident Barack Obama wirbt in einer Rede vor der Universität Kairo für einen Neuanfang im Verhältnis der Vereinigten Staaten mit der muslimischen Welt.[10]
- Krakau/Polen: Bei einer internationalen Gedenkveranstaltung in Krakau würdigen Regierungschefs aus elf Staaten, darunter die deutsche Bundeskanzlerin Merkel, die Vorreiterrolle Polens für die politischen Wende 1989/1990. Nach den Parlamentswahlen am 4. Juni 1989 stellte die oppositionelle Solidarność den ersten Premierminister im Ostblock, der nicht auf dem Führungsanspruch des politischen Sozialismus bestand. Auch in vielen anderen Städten des ehemaligen „Ostblocks“ wird am 20. Jahrestag dieser Wahl der Befreiung vom Kommunismus gedacht.

### Freitag, 5. Juni 2009
- Bagua/Peru: Bei Zusammenstößen zwischen indigener Bevölkerung und der Polizei, sowie bei nachfolgenden Racheaktionen kommen nach offiziellen Angaben mindestens 33 Menschen ums Leben.[11]
- Dresden/Deutschland: US-Präsident Barack Obama besucht neben der sächsischen Landeshauptstadt das ehemalige KZ Buchenwald in Thüringen und das Landstuhl Regional Medical Center.[12]
- London / Vereinigtes Königreich: Nach den schlechten Ergebnissen der Kommunalwahlen tritt infolge eines Spesenskandals der fünfte Minister im Kabinett Gordon Brown zurück.[13]
- Österreich: In Wien und den Landeshauptstädten findet zum vierten Mal die Lange Nacht der Kirchen statt, die sich auch an Fernstehende richtet. In über 700 Kirchen werden von 18 bis 1 Uhr Führungen, Gewölbe- und Turmbesteigungen, Tanz-, Film-, Literatur- und Musikveranstaltungen angeboten, sowie Kabaretts, Diskussionen und einige Nachtwanderungen. Daneben gibt es erstmals auch Veranstaltungen in den Niederlanden, im tschechischen Brünn, in Slowenien und in Südtirol.[14]
- Peschawar/Pakistan: Bei einem Bombenanschlag auf eine Moschee im Distrikt Ober-Dir sterben mindestens 40 Menschen.[15]

### Samstag, 6. Juni 2009
- Colleville-sur-Mer/Frankreich: US-Präsident Barack Obama, der Premierminister des Vereinigten Königreichs Gordon Brown, Prinz Charles und Kanadas Premierminister Stephen Harper gedenken der am D-Day gefallenen alliierten Soldaten.
- Europa: Europawahl in Frankreich (nur Überseegebiete), Italien, Malta, der Slowakei und Zypern.
- Mexiko-Stadt/Mexiko: Bei einem Brand in einem Kindergarten in der nordwestmexikanischen Stadt Hermosillo sterben mindestens 38 Kinder und mehr als 50 weitere werden wegen Verbrennungen und Rauchvergiftungen in Krankenhäuser gebracht.[16]

### Sonntag, 7. Juni 2009

Logo zur Europawahl 2009

- Europa: Europawahl in Belgien, Bulgarien, Dänemark, Deutschland, Estland, Finnland, Frankreich, Griechenland, Italien, Litauen, Luxemburg, Österreich, Polen, Portugal, Rumänien, Schweden, Slowenien, Spanien und Ungarn.
- Kopenhagen/Dänemark: In einem Referendum stimmen die Dänen für die Gleichberechtigung der Geschlechter bei der Thronfolge.[17]
- Lima/Peru: Bei schweren Auseinandersetzungen zwischen der Polizei und Indios, die gegen die Erdölförderung im Regenwald protestieren, kamen bisher 53 Menschen ums Leben und 179 Menschen wurden verletzt.[18]
- Luxemburg/Luxemburg: Die Parlamentswahl findet statt.

### Montag, 8. Juni 2009
- New York / Vereinigte Staaten: Der von den Vereinten Nationen ins Leben gerufene Tag des Meeres wird erstmals begangen.[19]
- San Francisco / Vereinigte Staaten: Die Apple WWDC 2009 (Worldwide Developers Conference) findet bis zum 12. Juni im Moscone Center statt. Die WWDC dürfte konkrete Neuigkeiten sowohl zu Mac OS X Snow Leopard 10.6 sowie zum kommenden Apple iPhone und iPhone OS 3.0 bereithalten.

### Dienstag, 9. Juni 2009

Arcandor-Logo

- Essen/Deutschland: Der Handels- und Touristikkonzern Arcandor stellt für sich und seine Tochtergesellschaften Karstadt, Primondo und Quelle einen Insolvenzantrag.[20]
- Paris/Frankreich: Aus dem Musée Picasso wird ein Skizzenbuch des Künstlers Pablo Picasso gestohlen, dessen Wert auf über acht Millionen Euro geschätzt wird.

### Mittwoch, 10. Juni 2009
- Dublin/Irland: Tausende von Menschen erinnern mit einem Schweigemarsch an die Missbrauchsopfer in Schulen und Kinderheimen der römisch-katholischen Kirche. Zuvor erschütterte im Mai 2009 ein Untersuchungsbericht über die Qualen von Mädchen und Jungen in Schulen, Kinderheimen und anderen Erziehungseinrichtungen der katholischen Kirche, die in den Jahrzehnten von 1950 bis Mitte der 1980er stattfanden.[21][22]
- Karlsruhe/Deutschland: Das Bundesverfassungsgericht erklärt die Gesundheitsreform in Deutschland für verfassungsgemäß und lehnt eine Klage von 29 privaten Krankenversicherungen ab, die sich insbesondere gegen den gesetzlich eingeführten Basistarif gewehrt hatten.[23]
- Nasiriya/Irak: Bei einem Anschlag mit einer Autobombe im Süden des Landes werden mehr als 30 Menschen getötet und bis zu 50 weitere verletzt.[24]
- Peschawar/Pakistan: Bei einem Selbstmordanschlag auf ein Luxushotel sterben 18 Menschen und über 60 weitere werden verletzt.[25]
- Tripolis/Libyen: Präsident Muammar al-Gaddafi beginnt seinen ersten offiziellen Besuch in Italien.[26]
- Washington, D.C. / Vereinigte Staaten: Bei einer Schießerei im United States Holocaust Memorial Museum wird ein Wachmann getötet; ein 88-jähriger Rechtsextremist, der offenbar das Feuer eröffnet hat, wird schwer verletzt.[27]

### Donnerstag, 11. Juni 2009
- Auburn Hills / Vereinigte Staaten: Der Vorstandsvorsitzende von Fiat, Sergio Marchionne, wird zum Chef der neuen Chrysler-Gruppe ernannt. Chrysler hat durch die Allianz mit Fiat das Insolvenzverfahren hinter sich gelassen und entgeht der Liquidation.[28]
- Genf/Schweiz: Die Weltgesundheitsorganisation ruft wegen der großen Verbreitung des Influenza-A-Virus H1N1 beim Menschen auf mehreren Kontinenten die höchste Alarmstufe aus und erklärt die so genannte „Schweinegrippe“ zur Pandemie.[29]
- Peking/China: Die chinesische Regierung verlangt von den Vereinigten Staaten einen Tag nach der Zusage der Aufnahme der 17 Uiguren aus dem Gefangenenlager der Guantanamo Bay Naval Base durch den pazifischen Inselstaat Palau erneut die Auslieferung derselben.[30]

### Freitag, 12. Juni 2009
- Berlin/Deutschland: Für die mit der Schuldenbremse verbundene Verfassungsänderung stimmte der Bundesrat mit Zwei-Drittel-Mehrheit. Die Länder Berlin, Mecklenburg-Vorpommern und Schleswig-Holstein stimmten der Regelung nicht zu.[31]
- Detroit / Vereinigte Staaten: Im Finale der NHL gewinnen die Pittsburgh Penguins das entscheidende siebte Spiel der Serie gegen die Detroit Red Wings mit 2:1 und sichern sich zum dritten Mal den Stanley Cup.[32]
- Genf/Schweiz: Innenminister Pascal Couchepin (FDP) gibt seinen Rücktritt für Ende Oktober bekannt.[33]
- Nasir/Sudan: Bei einem Angriff von Stammeskämpfern auf zwei Schiffe mit UN-Hilfsgütern kommen nach offiziellen Angaben mindestens 40 Soldaten und Zivilisten ums Leben.[34]
- Olten/Schweiz: Harald Rein wird durch die Nationalsynode zum Bischof der Christkatholischen Kirche der Schweiz gewählt.[35]
- Teheran/Iran: Bei den Präsidentschaftswahlen wird Amtsinhaber Mahmud Ahmadinedschad mit 64,78 Prozent der Stimmen wiedergewählt.[36]

### Samstag, 13. Juni 2009
- Teheran/Iran: Nach der Bekanntgabe des Wahlergebnisses der Parlamentswahlen wirft Herausforderer Mir Hossein Mussawi dem wiedergewählten Präsidenten Mahmud Ahmadinedschad Wahlbetrug vor. In Teheran kommt es nach der Bekanntgabe des Wahlergebnisses zu Protesten.[37]

### Sonntag, 14. Juni 2009
- Berlin/Deutschland: Beim ISTAF stellt Ariane Friedrich mit einer Höhe von 2,06 m einen neuen deutschen Freiluftrekord im Hochsprung der Frauen auf.[38]
- Jerusalem/Israel: Ministerpräsident Benjamin Netanjahu stimmt erstmals der Gründung eines Palästinenserstaates grundsätzlich zu und gibt dafür Bedingungen bekannt.[39]
- Johannesburg/Südafrika: Eröffnung des Konföderationen-Pokal 2009 mit dem Spiel Südafrika – Irak
- Sofia/Bulgarien: Parlamentswahlen

### Montag, 15. Juni 2009
- Düsseldorf/Deutschland: Nach Angaben des Landesrechnungshofes hat das Bundesland Nordrhein-Westfalen beim Verkauf der Landesentwicklungsgesellschaft NRW rund 37 Millionen Euro verschwendet.[40]
- Melbourne/Australien: Desmond „Tuppence“ Moran, eine zentrale Figur der „Melbourne Gangland Killings“, wird in seinem Café erschossen.[41]
- Sanaa/Jemen: Alle neun entführten Menschen sind offenbar tot, es soll sich um eine deutsche Familie inklusiven 3 Kindern halten, bei den anderen handelt es sich um eine Südkoreanerin und eines Briten, alle Erwachsenen arbeiteten für ein Krankenhaus in Sanaa.[42]

### Dienstag, 16. Juni 2009

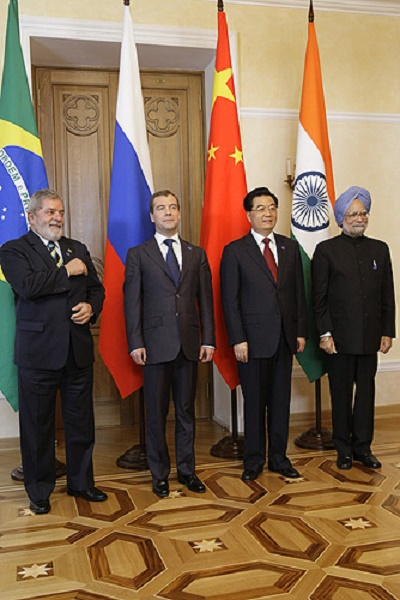
1. BRICS-Gipfel: Luiz Inácio Lula da Silva, Dmitri Medwedew, Hu Jintao, Manmohan Singh

Logo von Facebook

Logo von StudiVZ

- Berlin, München/Deutschland: Deutschland veröffentlicht als letztes Land der Europäischen Union nach Ablauf der Frist die Daten der EU-Subventionsempfänger im Bereich der Landwirtschaft, unter anderem die Direktzahlungen an Landwirte. Lediglich Bayern weigert sich, an diesen Veröffentlichungen teilzunehmen.[43][44]
- Detroit / Vereinigte Staaten: General Motors stimmt dem Verkauf des Tochterunternehmens Saab an den schwedischen Sportwagenhersteller Koenigsegg zu.[45]
- Jekaterinburg/Russland: Die Regierungschefs von Brasilien, Russland, Indien, China und Südafrika kommen zum 1. BRICS-Gipfeltreffen zusammen.
- Köln/Deutschland: Das Landgericht Köln hat eine Plagiatsklage des sozialen Netzwerks Facebook gegen das deutsche StudiVZ auf zivilrechtlichem Weg abgewiesen.[46]
- Lemgo/Deutschland: Die Bibelschule Brake gibt den Tod von zwei ihrer Studentinnen bekannt, die ein freiwilliges Praktikum am Al-Dschumhuri-Krankenhaus in der Stadt Saada ableisteten.[47] Beide waren unter den sieben deutschen Entführungsopfern im Jemen, die gestern tot aufgefunden wurden.[48] Die Regierung Südkoreas bestätigte den Verlust der Lehrerin Young-Sun Um, deren Leiche gestern mit denen der beiden Deutschen von einem Hirten entdeckt wurde.
- München/Deutschland: Die einstige CSU-Rebellin und ehemalige Europa-Spitzenkandidatin der Freien Wähler, Gabriele Pauli, wird aus der FW-Landtagsfraktion entlassen.[49]
- Teheran/Iran: Der Wächterrat der Islamischen Republik überprüft das Wahlergebnis der Präsidentschaftswahlen. Trotzdem gehen die Proteste der iranischen Opposition weiter. Gleichzeitig findet eine Großdemonstration für den Präsidenten in iranischen Hauptstadt statt.[50]
- Weimar/Deutschland: Die Schriftsteller Erich Loest, Monika Maron und Uwe Tellkamp erhalten den Deutschen Nationalpreis.[51]

### Mittwoch, 17. Juni 2009
- Berlin/Deutschland: Erinnerung an den Volksaufstand in der DDR im Jahre 1953. 1954 wurde der 17. Juni von der Bundesregierung zum Tag der Deutschen Einheit („Nationalfeiertag“) erklärt.[52]
- Essen/Deutschland: Ein 14-jähriger Junge wird von einem Meteoriten getroffen und dabei leicht verletzt.[53][54]
- Lima/Peru: Der Ministerpräsident Yehude Simon reicht aufgrund der blutigen Auseinandersetzungen zwischen Indios und Sicherheitskräften seinen Rücktritt ein.[55]
- München/Deutschland: In mehreren deutschen Universitätsstädten finden zur Verbesserung der Bildungssituation Bildungsstreiks statt.[56]
- Saʿda/Jemen: Regierungstreue Jemeniten organisieren einen Protestmarsch gegen die Entführung der deutschen Geiseln. Die Demonstranten halten Bilder der entführten Familie H. aus Sachsen in die Höhe, im Norden des Landes suchen unterdessen Helikopter und Bodentrupps nach den noch immer Verschwundenen. Die Regierung des Landes setzte 180.000 Euro für Hinweise aus.[57]
- Teheran/Iran: Die Protestationen gegen die Präsidentschaftswahlen vom vergangenen Wochenende dauern unvermindert an.[58]

### Donnerstag, 18. Juni 2009
- Berlin/Deutschland: Der Deutsche Bundestag verabschiedet nach jahrelanger Diskussion eine gesetzliche Regelung für Patientenverfügungen.[59]
- Düsseldorf/Deutschland: Die Angeklagten der so genannten „Sauerland-Gruppe“ legen umfangreiche Geständnisse ab.[60]
- Frankfurt am Main/Deutschland: Der italienische Autor Claudio Magris erhält den diesjährigen Friedenspreis des Deutschen Buchhandels.[61]
- Newark / Vereinigte Staaten: Auf einem Flug der Continental Airlines von Brüssel nach New York bricht Pilot Craig Lenell tot im Cockpit zusammen; der Copilot und ein dritter Pilot, der auf längeren Flügen von Europa nach Nordamerika vorgeschrieben ist, übernehmen die Kontrolle und landen das Flugzeug mit 247 Menschen an Bord sicher auf dem Flughafen Newark.[62]
- Teheran/Iran: Die Proteste gegen die iranischen Präsidentschaftswahlen in der Hauptstadt und anderen iranischen Städten gehen unvermindert weiter. Die Oppositionellen tragen dabei Grüne Bänder als Unterstützung für Mir Hossein Mussawi und schwarze Armbänder als Symbol der Trauer für getötete Demonstranten.[63]
- Wien/Österreich: Die Vermittlung der Europäischen Union im Grenzstreit zwischen dem Beitrittskandidaten Kroatien und dem Mitgliedstaat Slowenien scheitert und macht einen baldigen erfolgreichen Abschluss der Beitrittsverhandlungen Kroatiens mit der Europäischen Union unwahrscheinlich.[64]

### Freitag, 19. Juni 2009

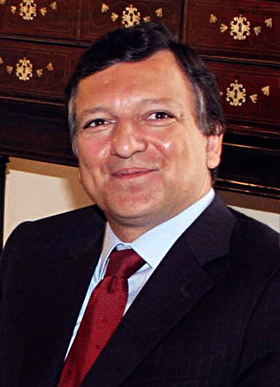
José Manuel Barroso

- Berlin/Deutschland: Der Bundestag beschließt ein Verbot des Solariumbesuches für Minderjährige.[65]
- Brüssel/Belgien: Die EU-Regierungschefs sprechen sich für eine zweite Amtszeit von José Manuel Durão Barroso als Präsident der EU-Kommission aus.[66]
- Brüssel/Belgien: Irland bekommt die gewünschten Garantien im Bereich der EU-Reform zugesprochen.[67]
- Brüssel/Belgien: Der Rat der Europäischen Union einigt sich auf eine Reform der europäischen Finanzmärkte.[68]
- Essen, München / Deutschland: Bayern hilft dem Versandhandelshaus Quelle mit einer Bürgschaft über 21 Millionen Euro, unter anderem zur Finanzierung des Quelle-Katalogs.[69][70]
- Honolulu / Vereinigte Staaten: Die westlichen US-Bundesstaaten bereiten sich auf einen nuklearen Angriff Nordkoreas vor.[71]

### Samstag, 20. Juni 2009
- Athen/Griechenland: Das Akropolismuseum wird eröffnet.[72]
- London / Vereinigtes Königreich: Die Regierung befürchtet den Tod von zwei Irak-Geiseln, in der Nacht hätten die irakischen Behörden zwei Leichen an Großbritannien übergeben, sagte der britische Außenminister David Miliband. Dabei handle es sich womöglich um zwei von fünf Geiseln, die vor mehr als zwei Jahren in Bagdad entführt wurden, jedoch wurden die Toten noch nicht identifiziert. Miliband erklärte, alle Gedanken seien nun bei den Familien der fünf Männer, die Angehörigen würden das schlimmste befürchten. Eine Obduktion sei angeordnet worden. Die fünf Briten – ein Computerspezialist und vier Sicherheitskräfte – waren im Mai 2007 im Finanzministerium in Bagdad vermutlich von schiitischen Milizen gekidnappt worden, diese hatten per Videobotschaft verkündet, dass sie die Männer töteten, falls Großbritannien seine Soldaten nicht aus dem Irak abziehen sollte.[73]
- Wasiristan/Pakistan: Ein vor sieben Monaten in Afghanistan von den Taliban verschleppter Reporter entkommt laut einem Bericht der New York Times zusammen mit einem afghanischen Kollegen seinen Entführern. David S. Rohde und Tahir Ludin seien in der Region Nord-Wasiristan in Pakistan in einem Gebäude, in dem sie gefangen gehalten wurden, über eine Mauer geklettert. Ein pakistanischer Soldat habe sie dann zu einem nahegelegenen Stützpunkt geführt, hieß es. Der 41-jährige Rohde reiste im November nach Kabul, um an einem Buch über die Geschichte der amerikanischen Intervention in Afghanistan zu arbeiten, er wurde dann in der südlich von Kabul gelegenen Provinz Logar am 10. November entführt.[74]

### Sonntag, 21. Juni 2009
- Berlin/Deutschland: Bundesinnenminister Wolfgang Schäuble bezeichnet die Türkisch-Islamische Union der Anstalt für Religion als möglichen Partner für die Zusammenarbeit zwischen Muslimen und der Bundesregierung.[75]
- Bern/Schweiz: Fabian Cancellara gewinnt zum ersten Mal, und als 17. Schweizer, die Rad-Rundfahrt Tour de Suisse.[76]
- Mogadischu/Somalia: Die Regierung ruft den Ausnahmezustand aus und bittet ausländische Regierungen um militärische Hilfe.[77]
- München/Deutschland: Im Hofbräukeller gründet Gabriele Pauli ihre Partei die „Freie Union“ und übernimmt den Bundesvorsitz.[78]
- Nuuk/Grönland: Dänemark gewährt Grönland einen neuen Autonomie-Status.[79]
- Teheran/Iran: Die Proteste der iranischen Opposition gehen trotz Demonstrationsverbot weiter und verschärfen sich zusehends. Oppositionsführer Mir Hossein Mussawi lässt sich die rituelle Waschung geben, damit er als Märtyrer sterben kann.[80]
- London/Vereinigtes Königreich: Pakistan gewinnt die zweite World Twenty20, indem es im Finale Sri Lanka mit 8 Wickets besiegt.

### Montag, 22. Juni 2009
- Brüssel/Belgien: Die Europäische Union erlaubt unter strengen Auflagen die Produktion und den Handel mit Fleisch von geklonten Tieren.[81]
- Ludwigshafen/Deutschland: Bei einem Betriebsunfall im BASF-Werk laufen mehrere Tonnen des Stoffes HPN in den Rhein. Es wird Rheinalarm ausgelöst.[82]
- Teheran/Iran: Die Protestwelle gegen die Präsidentschaftswahlen ebbt nicht ab. Gerüchte, der Wächterrat habe die Stimmenmanipulation eingeräumt, werden zurückgewiesen. Die britische Botschaft bereitet indes die Rückführung aller Diplomaten aus dem Iran vor und Italien öffnet seine Botschaft für verletzte und verwundete Demonstranten. Insgesamt 457 Menschen werden bei landesweiten Protesten festgenommen.[83][84][85]
- Washington, D.C. / Vereinigte Staaten: Bei einem schweren Unfall der Washingtoner Metro kommen neun Personen ums Leben.[86]

### Dienstag, 23. Juni 2009

Logo des Portals „Spickmich“

- Berlin/Deutschland, Brüssel/Belgien: Die so genannten „Steueroasen“ Belgien, Liechtenstein, Luxemburg, Österreich und die Schweiz geben der Forderung der OECD nach, bei der Bekämpfung der Steuerhinterziehung mitzuarbeiten und Steuerflucht zu bekämpfen.[87]
- Karlsruhe/Deutschland: Der Bundesgerichtshof entscheidet über das Online-Portal „Spickmich“. Eine Moerser Lehrerin fühlt sich durch Spickmich in ihrem Persönlichkeitsrecht eingeschränkt. Die Richter werteten allerdings das Recht auf Meinungsfreiheit höher und Spickmichuser dürfen weiter ihre Lehrer bewerten[88]
- Kundus/Afghanistan: Drei deutsche Soldaten werden bei einem Nahkampf getötet.[89]
- Teheran/Iran: Der Wächterrat spricht sich gegen eine Annullierung der umstrittenen Iranischen Präsidentschaftswahlen aus und bestätigt Mahmud Ahmadinedschad als Wahlsieger. Währenddessen gehen die Proteste unvermindert weiter.[90]

### Mittwoch, 24. Juni 2009
- Berlin/Deutschland: Die Bundesregierung beschließt eine Rekordneuverschuldung in Höhe von 310 Milliarden Euro.[91]
- Mexiko-Stadt/Mexiko: Der erste Tropensturm dieses Jahres zieht über Mexiko und tötet einen 33-jährigen Fischer. Zunächst wurde der Sturm als Hurrikan eingestuft, wenige Stunden später aber zum Tropensturm wieder herabgestuft.[92]

### Donnerstag, 25. Juni 2009

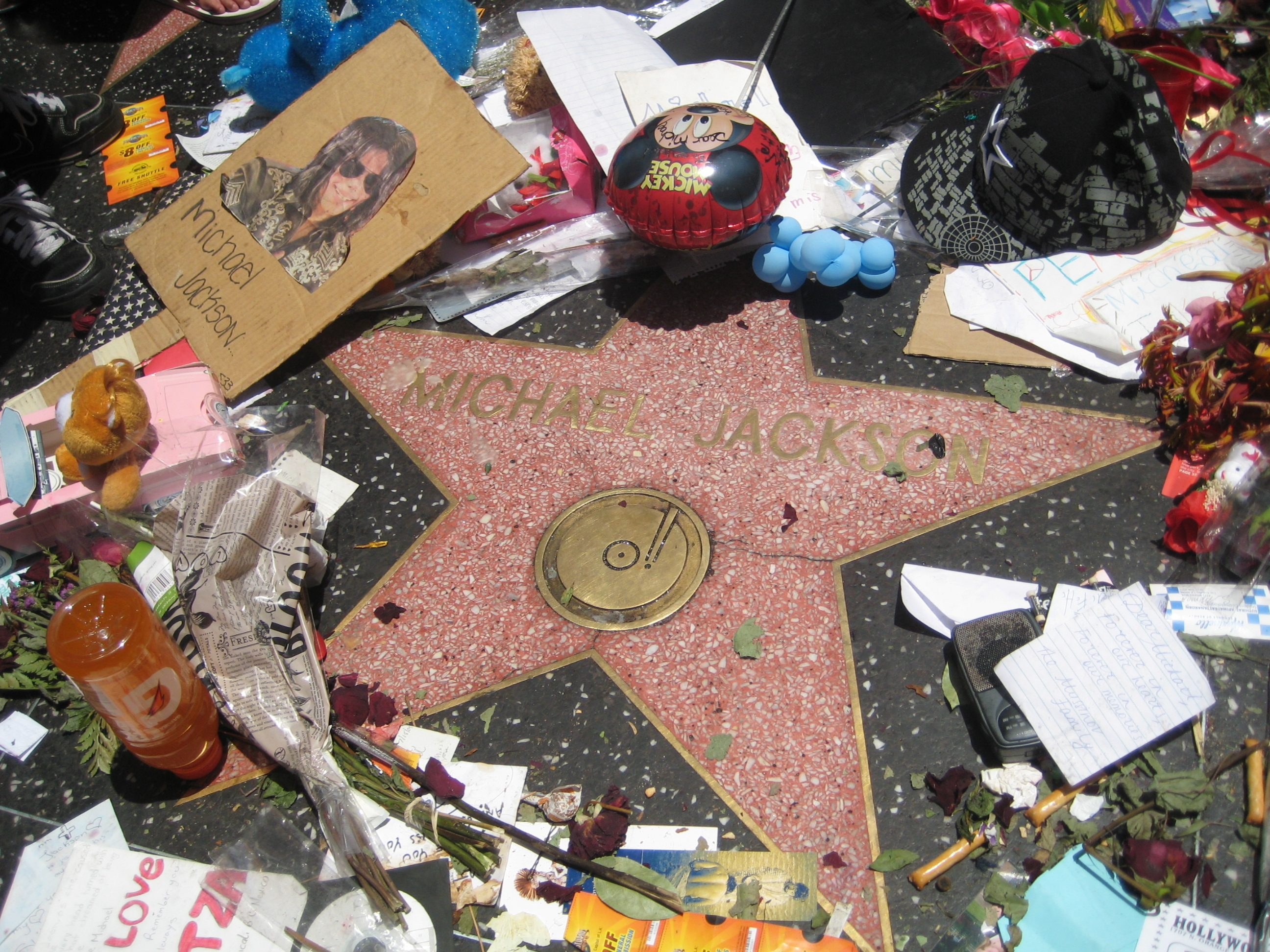
Michael Jacksons Stern in Hollywood

- Bagdad/Irak: Bei einem schweren Bombenanschlag sterben 55 Menschen und 100 weitere werden verletzt. Der Anschlag wird vier Tage vor dem geplanten Teilabzug der amerikanischen Truppen verübt.[93]
- Berlin/Deutschland: Britta Steffen stellt mit 52,85 Sekunden einen neuen Schwimmweltrekord über 100 m Freistil auf.[94]
- Kassel/Deutschland: Das Bundessozialgericht hält die Praxisgebühr für verfassungsgemäß.[95]
- Los Angeles / Vereinigte Staaten: Die Nachricht über den Tod von Pop-Star Michael Jackson schockiert Fans in aller Welt.[96]
- Santa Monica / Vereinigte Staaten: Farrah Fawcett erliegt ihrem Krebsleiden.
- Nyon/Schweiz: Im Finale der U-17-Fußball-Europameisterschaft der Frauen 2009 schlägt die deutsche Auswahl die spanische Mannschaft mit 7:0.
- Sevilla/Spanien: Die UNESCO erkennt dem Dresdner Elbtal den Status als Welterbestätte ab.[97]
- Shaoguan/China: In der südchinesischen Stadt werden zwei uigurische Wanderarbeiter einer Spielzeugfabrik wegen Gerüchten, sie hätten zwei Chinesinnen vergewaltigt, von einem Mob getötet. Die Weigerung der Polizei, den Vorfall näher zu untersuchen, löst Anfang Juli die Unruhen in der Minderheitenprovinz Xinjiang aus.[98]

### Freitag, 26. Juni 2009
- Schwarzenbek/Deutschland: Ein Reisebus verunglückt auf der A 24. Dabei sterben zwei Menschen und elf weitere werden verletzt.[99]
- Sevilla/Spanien: Die UNESCO spricht dem deutschen und niederländischen Wattenmeer den Status als Weltnaturerbe zu.[100] Daneben werden das Palais Stoclet in Belgien, die Dolomiten in Italien, die Stadtlandschaft La Chaux-de-FondsLe Locle in der Schweiz, der Herkulesturm in A Coruña/Spanien und das Pontcysyllte-Aquädukt in Wales/Vereinigtes Königreich in die Welterbeliste aufgenommen.

### Samstag, 27. Juni 2009
- Beirut/Libanon: Die prowestliche Partei von Saad Hariri gewinnt die Parlamentswahlen gegen die syrienfreundlichen Kräfte deutlicher als erwartet. Hariri wird von Präsident Suleiman zum Ministerpräsidenten ernannt.[101]

### Sonntag, 28. Juni 2009
- Bissau/Guinea-Bissau: Im westafrikanischen Staat finden Präsidentenwahlen statt.[102]
- Johannesburg/Südafrika: Finale des Konföderationen Fußball-Pokals 2009 zwischen USA und Brasilien. Nach einer sensationellen 2:0-Führung der USA gewinnt Brasilien mit 3:2.
- Klagenfurt/Österreich: Jens Petersen wird für sein Werk Bis dass der Tod mit dem diesjährigen Ingeborg-Bachmann-Preis ausgezeichnet.[103]
- Montevideo/Uruguay: Vorwahlen zur Präsidentschaftswahl
- Tegucigalpa/Honduras: Der linksorientierte Staatspräsident Manuel Zelaya wird wegen eines umstrittenen Verfassungsreferendums von Militäreinheiten inhaftiert. Das Parlament wählt seinen Vorsitzenden Roberto Micheletti, Mitglied von Zelayas Liberaler Partei, zum Übergangspräsidenten.[104] Während das Oberste Gericht von einer rechtmäßigen Absetzung spricht, erlebt die Hauptstadt heftige Demonstrationen von Regierungsanhängern.
- Tirana/Albanien: Bei den Parlamentswahlen gewinnt die konservative Regierungspartei von Sali Berisha vor den oppositionellen Sozialisten. Die Wahlen gelten als Test für die Demokratie des Balkanstaates und verlaufen nach Meldungen von EU-Wahlbeobachtern ohne wesentliche Zwischenfälle.[105]

### Montag, 29. Juni 2009

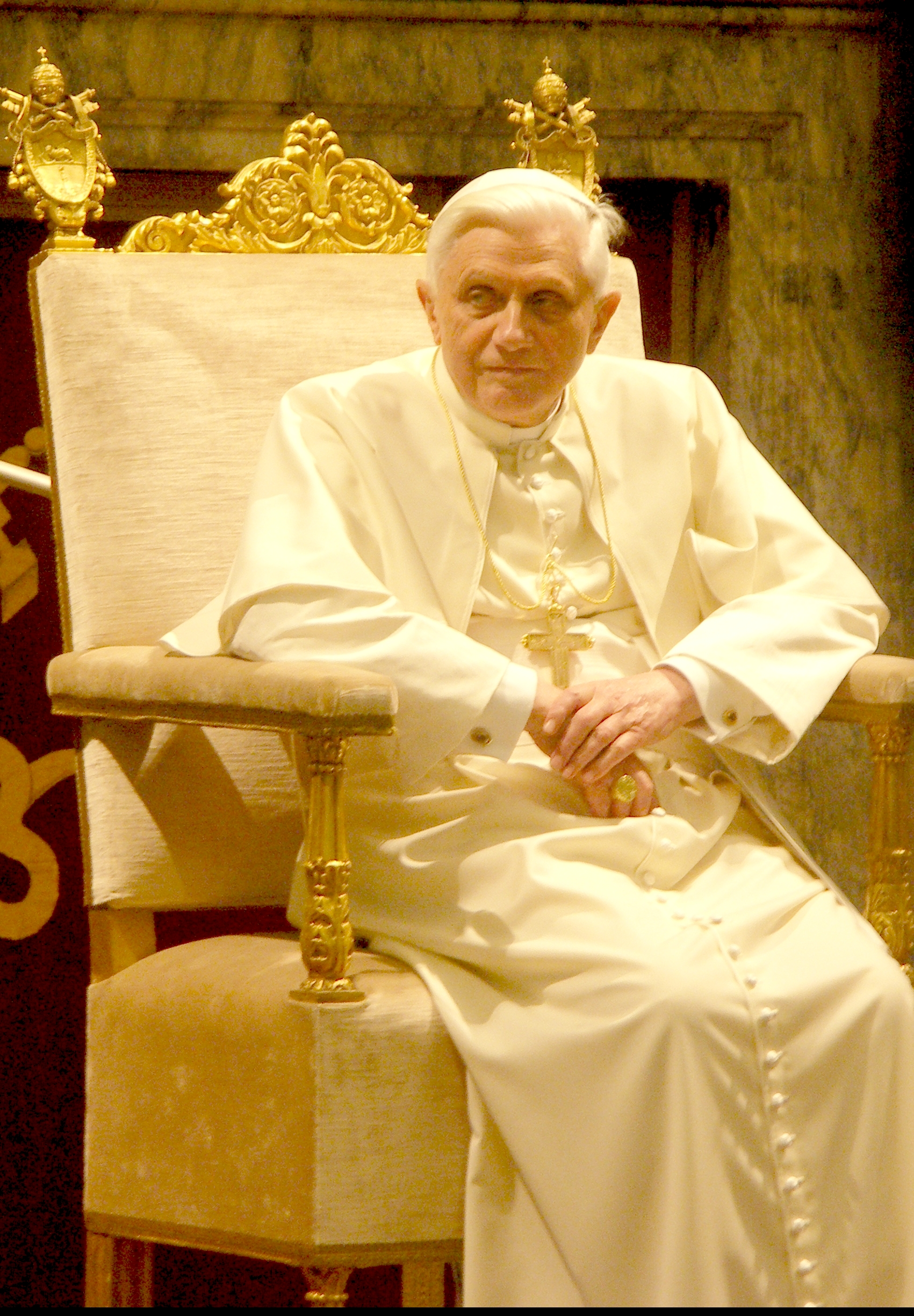
Papst Benedikt XVI.

- Berlin/Deutschland: Das insolvente Versandhaus Quelle erhält einen Notkredit von 50 Millionen Euro, den sich der Bund und je zur Hälfte die Länder Bayern und Sachsen teilen.[106]
- Malmö/Schweden: Im Finale der U-21-Fußball-Europameisterschaft gewinnt Deutschland gegen England mit 4:0.[107]
- New York / Vereinigte Staaten: Der ehemalige Finanzmakler Bernard L. Madoff wird wegen Betruges zu einer Gefängnisstrafe von 150 Jahren verurteilt.[108]
- Vatikanstadt: Papst Benedikt XVI. unterschreibt anlässlich des Hochfestes der Apostel Petrus und Paulus eine neue Enzyklika.[109]

### Dienstag, 30. Juni 2009

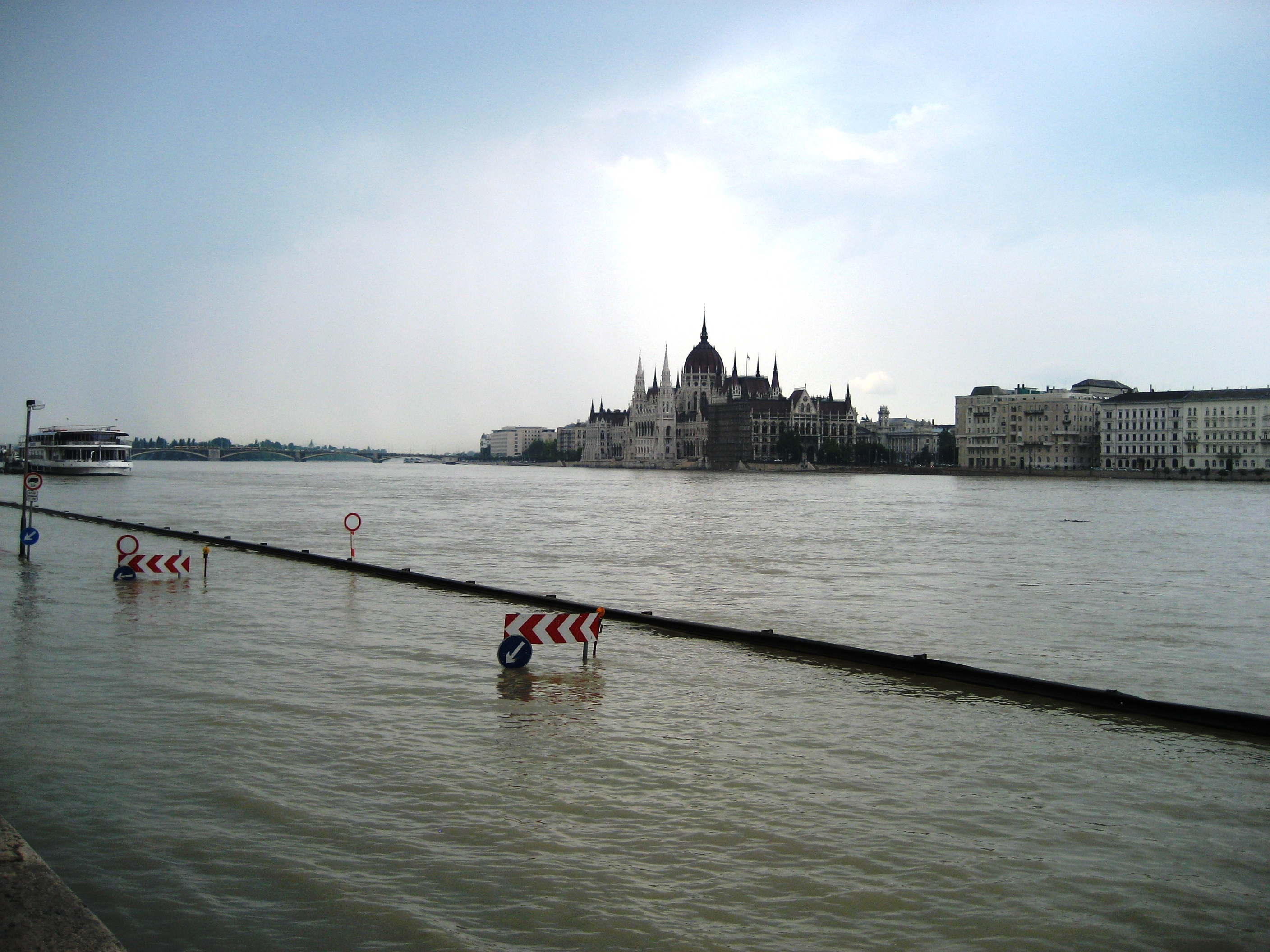
Hochwasser in der ungarischen Hauptstadt Budapest

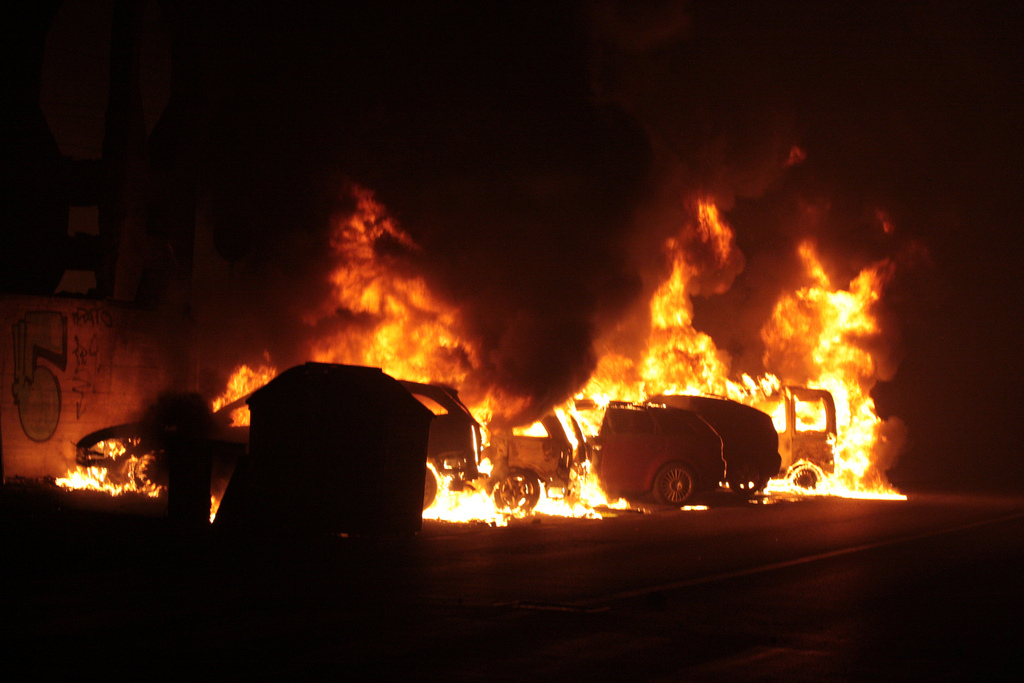
Gaswaggon-Explosion von Viareggio

- Bagdad/Irak: Die US-Streitkräfte ziehen sich aus den größeren Städten zurück und übergeben die dortige Kontrolle an die irakischen Streitkräfte. Die irakische Regierung erklärt daraufhin den 30. Juni zum neuen Nationalfeiertag. Bis 2011 sollen alle US-Streitkräfte das Land verlassen.[110]
- Karlsruhe/Deutschland: Das Bundesverfassungsgericht entscheidet über den Vertrag von Lissabon.[111] Das Gericht erklärt, dass der EU-Vertrag von Lissabon mit dem Grundgesetz vereinbar ist.[112]
- Mitteleuropa: Andauernde Starkregen durch Störungsausläufer des Mittelmeertiefs Qinton führten seit dem 22. Juni zu Hochwasser und in der Folge zu Murgängen und Zerstörungen an der Infrastruktur. In Oberbayern, Österreich, im südlichen Polen, im Norden der Tschechischen Republik und in Ungarn sind die Überschwemmungen inzwischen rückläufig. In Nord- und Ostösterreich erreichten die Niederschläge im Juni über 200 % des Normalwerts.[113][114]
- Moroni/Komoren: Flug YI 626 der Fluggesellschaft Yemenia stürzt brennend mit 153 Personen (142 Passagiere, 11 Besatzungsmitglieder) in den Indischen Ozean. Die Maschine vom Typ Airbus A310-324 befand sich im Landeanflug auf den Flughafen von Moroni. Bisher wurde ein Überlebender gerettet.[115]
- St. Paul / Vereinigte Staaten: Nach mehreren Nachzählungen entscheidet das Oberste Gericht des Bundesstaates in Minnesota, dass der Demokrat Al Franken die Wahl vom 4. November 2008 mit einem Vorsprung von 312 der insgesamt 2,9 Millionen Stimmen vor dem Republikaner und Amtsinhaber Norm Coleman gewonnen hat, wodurch der 60. Senatssitz an die Demokraten fällt, die damit die erforderliche Mehrheit der 100 Sitze im US-Senat erreichen, die erforderlich ist, um sogenannte Filibuster zu verhindern.[116][117]
- Viareggio/Italien: Die Gasexplosion eines Güterzugs im Bahnhof von Viareggio fordert mindestens 22 Tote und 36 Verletzte.[118]

## Weblinks

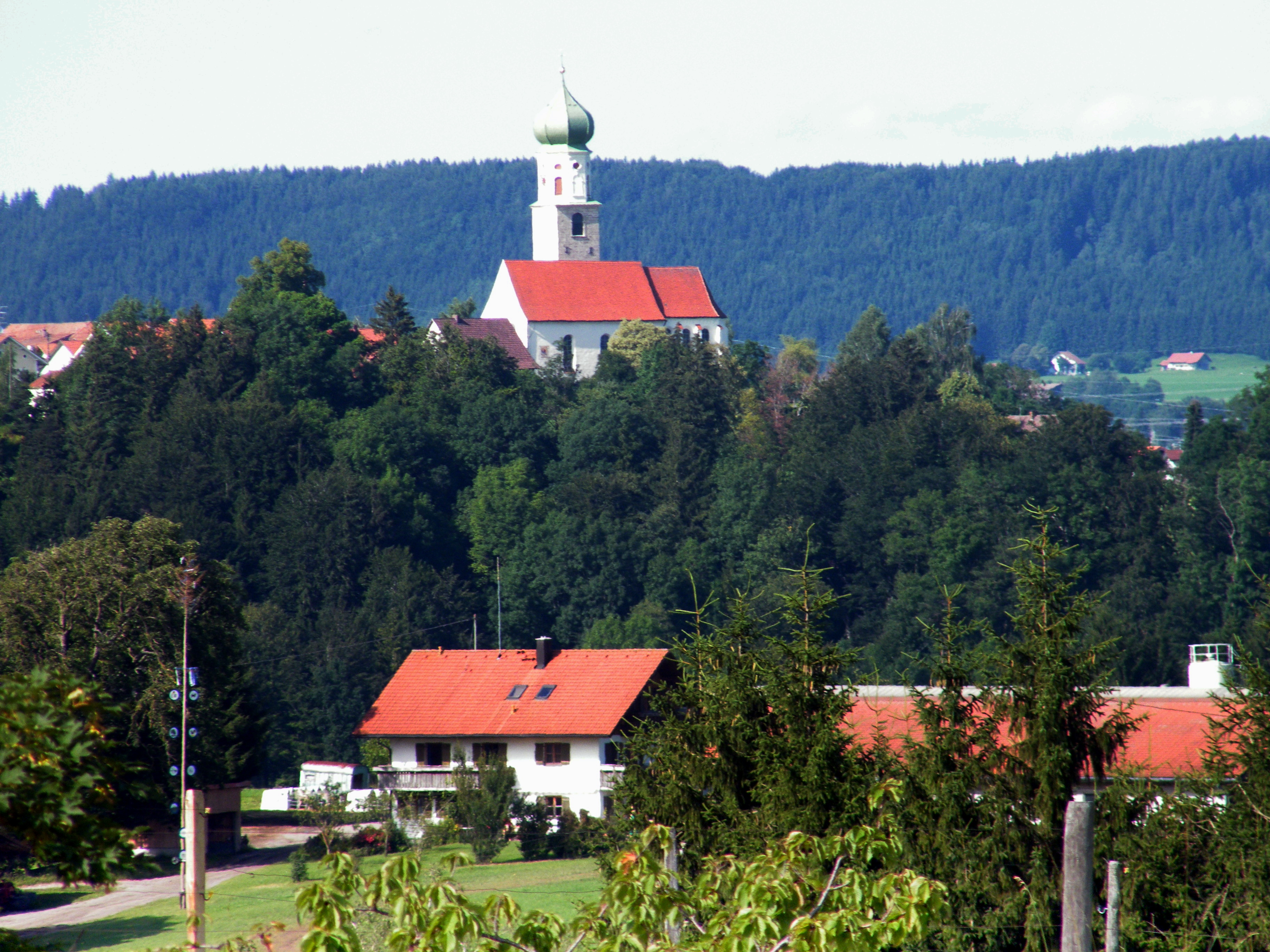
Bayern im Juni 2009